# Шмид, Жонатан
Жоната́н Шмид (фр. Jonathan Schmid; родился 22 июня 1990 года в Страсбурге, Франция) — французский футболист, полузащитник.
Шмид вырос в семье австрийца и француженки.

## Клубная карьера
Шмид — воспитанник немецкого клуба «Фрайбург». 22 января 2011 года в матче против «Нюрнберга» он дебютировал в Бундеслиге. 5 февраля 2012 года в поединке против бременского «Вердера» Жонатан забил свой первый гол за «Фрайбург». По итогам сезона 2014/2015 несмотря на вылет клуба во Вторую Бундеслигу Шмид стал лучшим ассистентом команды и одним из лучших по точным передачам в чемпионате.
Летом 2015 года Жонатан перешёл в «Хоффенхайм». Сумма трансфера составила 3,5 млн евро. 15 августа в матче против «Байера 04» он дебютировал за новую команду. 18 сентября в поединке против «Майнц 05» Шмид забил свой первый гол за «Хоффенхайм».
Летом 2016 перешёл в «Аугсбург», подписав контракт на 4 года. Сумма трансфера составила 5,3 млн евро.
В сезоне 2019/20 Шмид вернулся во «Фрайбург», в котором играл ещё юниором.